# Gare de Saint-Ouen-l'Aumône-Quartier de l'Église
Ne doit pas être confondu avec Gare de Saint-Ouen-l'Aumône ou Gare de Saint-Ouen-l'Aumône-Liesse.
La gare de Saint-Ouen-l'Aumône-Quartier de l'Église est une gare ferroviaire française de la ligne d'Achères à Pontoise, située sur le territoire de la commune de Saint-Ouen-l'Aumône (département du Val-d'Oise).
C'est une gare de la Société nationale des chemins de fer français (SNCF) desservie par les trains de la ligne J du Transilien (réseau de Paris-Saint-Lazare). Elle se situe à 32,1 km de la gare de Paris-Saint-Lazare (via Achères).

## Situation ferroviaire
La gare est située entre les gares d'Éragny - Neuville et de Pontoise.

## Histoire
Afin de la distinguer des autres gares de la commune, son emplacement étant près de l'église de celle-ci, le suffixe Quartier de l'Église a été ajouté à sa dénomination.
De 2015 à 2020, selon les estimations de la SNCF, la fréquentation annuelle de la gare s'élève aux nombres indiqués dans le tableau ci-dessous.
| Année     | 2015    | 2016    | 2017    | 2018    | 2019    | 2020    | 2021    | 2022    | 2023    |
| --------- | ------- | ------- | ------- | ------- | ------- | ------- | ------- | ------- | ------- |
| Voyageurs | 482 195 | 480 297 | 520 876 | 553 932 | 589 690 | 322 678 | 586 174 | 611 246 | 605 653 |

## Service des voyageurs

### Accueil
Elle comporte deux quais non rehaussés. L'ancien bâtiment du garde-barrières, situé juste au passage à niveau de la rue Salvador-Allende, tient lieu de guichet.

### Desserte

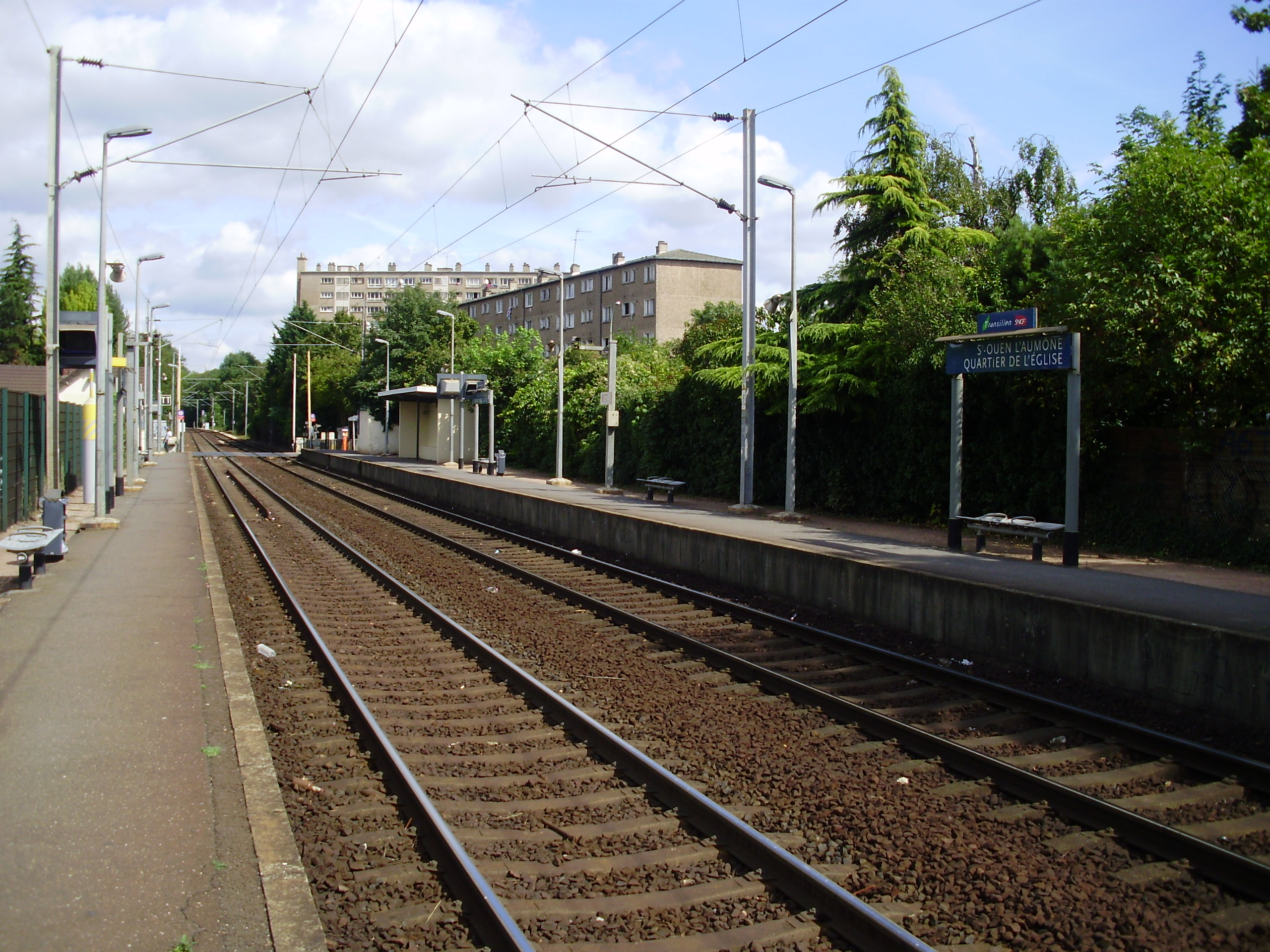
Quais et voies depuis le milieu du quai pour Pontoise.

Saint-Ouen-l'Aumône-Quartier de l'Église est desservie par les trains du réseau Paris Saint-Lazare (Ligne J du Transilien), en direction de Pontoise et de Gisors.
Trois trains par heure desservent la gare aux heures de pointe, en provenance de Pontoise, omnibus jusqu'à la gare d'Argenteuil puis sans arrêt jusqu'à Paris-Saint-Lazare le matin, et inversement le soir, pour un temps de trajet de 38 minutes. En contre-pointe, deux trains par heure circulent, ne desservant pas Cormeilles-en-Parisis, réduisant le temps de trajet de deux minutes.
Aux heures creuses, deux trains par heure en provenance/direction de Gisors, Boissy-l'Aillerie ou Pontoise d'un côté et Saint-Lazare de l'autre s'arrêtent en gare. Ils sont omnibus depuis/vers Argenteuil et sont sans arrêt entre Saint-Lazare et cette gare.
En extrême soirée, les trains desservant la gare sont omnibus depuis Asnières-sur-Seine, pour un temps de trajet de 48 minutes.

### Intermodalité
La gare est desservie par les lignes 1226 et 1232 du réseau de bus Cergy-Pontoise Confluence.
La gare de Saint-Ouen-l'Aumône est située à 10 minutes à pied.